# Wiktor Suchorukow
Wiktor Iwanowicz Suchorukow (ros. Виктор Иванович Сухоруков, ur. 10 listopada 1951 w Oriechowie-Zujewie) – rosyjski aktor, występował w roli gangstera Wiktora Bagrowa w filmach Brat i Brat 2. W 2008 otrzymał tytuł Ludowego Artysty Federacji Rosyjskiej.  

## Filmografia
- 1991: Szczęśliwe dni jako Bezimienny
- 1997: Wszyscy moi Leninowie jako Włodzimierz Lenin
- 1997: Brat jako Wiktor Bagrow
- 2000: Brat 2 jako Wiktor Bagrow
- 2002: Antikiller jako Ambał
- 2003: Biedny biedny Paweł jako car Paweł I Romanow
- 2005: Żmurki jako Stiepan
- 2006: Wyspa jako ojciec Filaret
- 2011: 22 minuty jako kpt. Ukołow